# Gonatodes annularis
Gonatodes annularis är en ödleart som beskrevs av  George Albert Boulenger 1887. Gonatodes annularis ingår i släktet Gonatodes och familjen geckoödlor. Inga underarter finns listade i Catalogue of Life.